# Казахфільм
43°11′50″ пн. ш. 76°54′7″ сх. д. / 43.19722° пн. ш. 76.90194° сх. д.
«Казахфільм» імені Шакена Айманова (каз. Шәкен Айманов атындағы Қазақфильм акционерлік қоғамы) — казахська кіностудія художніх, документальних і анімаційних фільмів.

## Історія
- 1934 — організована Алма-Атинська студія кінохроніки
- 1936 — на Алма-Атинській студії кінохроніки почали випускатися документальні фільми
- 1939 — на кіностудії «Ленфільм» знятий первісток казахського художнього кіно — фільм «Амангельди»
- 12 вересня 1941 — на підставі Постанови Ради Народних комісарів Казахської РСР № 762 від 12 вересня 1941 організовано Алма-Атинську кіностудію художніх фільмів
- 15 листопада 1941 — Алма-Атинська кіностудія злилася з евакуйованими в Казахстан кіностудіями «Мосфільм» і «Ленфільм» — у Центральну Об'єднану кіностудію художніх фільмів — ЦОКС, яка працювала в Алма-Аті до 1944 року і випускала в роки війни 80 % усіх вітчизняних художніх фільмів
- 25 січня 1944 — Алма-Атинська кіностудія перейменована на Алма-Атинська кіностудію художніх і хронікальних фільмів
- 9 січня 1960 — наказом Міністерства культури Казахської РСР Алма-Атинську кіностудію художніх і хронікальних фільмів перейменовано на кіностудію «Казахфільм»
- 8-9 січня 1963 — відбувся Перший Установчий з'їзд Союзу кінематографістів Казахстану, першим секретарем обрано Ш. К. Айманов
- 28 травня 1963 — створено Державний Комітет Ради Міністрів Казахської РСР з кінематографії — Держкіно Казахської РСР (1963-1988)
- 1967 — в Казахстані розпочато випуск мультиплікаційних фільмів. Першим казахстанським мультфільмом був фільм «Чому у ластівки хвіст ріжками» А. Хайдарова
- 1984 — кіностудії «Казахфільм» присвоєно ім'я видатного діяча національної кінематографії «Шакена Кенжетаєвича Айманова» (Кіностудія «Казахфільм ім. Ш. Айманова»)
- 1985 — Республіканське творчо-виробниче об'єднання — РТПО «Казахфільм» ім. Ш. Айманова"
- 20 серпня 1996 — РТПО "Казахфільм ім. «Ш. Айманова» (1988) реорганізована шляхом поділу на «Казахську кінофабрику ім. Ш. Айманова» (матеріально-технічна база) і «Національний продюсерський центр РК» (організація творчого процесу, робота з незалежними продюсерськими студіями)
- 28 березня 2000 року — «Казахська кінофабрика ім. Ш. Айманова», «Національний продюсерський центр РК», Казкінопрокат і Держфільмофонд реорганізовані шляхом злиття у Республіканське державне казенне підприємство — РДКП Національна компанія «Казахфільм ім. Ш. Айманова». Генеральним директором призначено — Касімжанова Баккожа Касимжановича.
- 12 травня 2002 року — Генеральним директором РДКП НК «Казахфільм» призначено Азімова Сергія Джумабаєвича.
- 2005 рік — постановою Уряду Республіки Казахстан від 6 червня 2005 року № 563 «Про деякі питання республіканських державних підприємств» РДКП Національна компанія «Казахфільм ім. Ш. Айманова» перетворено y Акціонерне товариство «Казахфільм ім. Ш. Айманова».
- З 27 червня 2006 року — АТ "Казахфільм ім. Ш. Айманова. Президент АТ «Казахфільм» — Азімов Сергій Джумабаєвич.
- 21 листопада 2007 — Президентом АТ «Казахфільм ім. Ш. Айманова» призначено Кашаганову Анар Екейбаєвну.
- 30 травня 2008 — Президентом АТ «Казахфільм ім. Ш. Айманова» призначено Аманшаєва Ермека Амірхановича.
- 24 листопада 2009 — кіностудію відвідав президент Казахстану. Президенту було продемонстровано нове обладнання[1].
- Січень 2010 — максимальні терміни процесу кіновиробництва скорочені з 6 до 2 років.

## Фільми, зняті на кіностудії «Казахфільм»

### Художні фільми радянського періоду
- 1942 — Син бійця / Бойова кінозбірка № 12
- 1942 — Пісня про велетня / Батири степів; казахські новели (драма)
- 1943 — Біла троянда (мелодрама, комедія)
- 1945 — Пісні Абая (драма, екранізація)
- 1948 — Золотий ріг
- 1952 — Джамбул (драма)
- 1954 — Поема про кохання (мелодрама, притча)
- 1954 — Дочка степів (драма)
- 1955 — Дівчина-джигіт (комедія)
- 1955 — Це було у Шуглі (драма)
- 1956 — Ми тут живемо
- 1956 — Неспокійна весна (комедія)
- 1956 — Берези в степу (драма)
- 1957 — Наш любий лікар (музична комедія)
- 1957 — Його час настане (драма)
- 1957 — Крилатий подарунок (дитячий)
- 1957 — Ботагоз (драма)
- 1958 — Ми з Семиріччя (драма)
- 1958 — Шквал (драма)
- 1959 — На дикому брезі Іртиша (драма)
- 1959 — Далеко у горах
- 1959 — Дорога життя (драма)
- 1959 — Одного разу вночі (драма)
- 1959 — Повернення на землю
- 1960 — В одному районі (драма)
- 1960 — Твої друзі (дитячий, пригодницький)
- 1960 — Тиша (соціальна драма)
- 1961 — Сплав
- 1961 — Пісня кличе
- 1961 — Якби кожен з нас (драма)
- 1962 — Хлопчик мій!
- 1963 — Мене звуть Кожа (комедія)
- 1963 — Сказ про матір (драма, кіноповість)
- 1963 — Перехрестя (драма)
- 1963 — І жартома, і всерйоз...
- 1964 — Сліди йдуть за обрій (драма, мелодрама)
- 1964 — Безбородий брехун (комедія)
- 1964 — Спитай своє серце (драма)
- 1965 — Там, де цвітуть едельвейси (пригоди)
- 1965 — Мрія моя / Хочу побачити океан
- 1965 — Чинара на скелі (драма)
- 1966 — Земля батьків (драма)
- 1966 — Тривожний ранок (історична драма)
- 1966 — Крила пісні (біографічний)
- 1967 — Лунай, там-там! (сімейна комедія)
- 1967 — За нами Москва (військовий)
- 1968 — Янгол в тюбетейці (комедія)
- 1968 — Синій маршрут (драма)
- 1968 — Подорож у дитинство (драма)
- 1968 — Дорога в тисячу верст (військовий)
- 1968 — Сніг серед літа (драма)
- 1968 — Постріл на перевалі Караш (драма)
- 1969 — Біля підніжжя Найзатас (кіноповість, телевізійний)
- 1969 — Пісня про Маншук (військовий, драма)
- 1969 — Біля застави «Червоні камні» (дитячий, пригодницький)
- 1970 — Киз-Жибек (епос, драма, екранізація)
- 1970 — Білий квадрат (телевізійний)
- 1970 — Кінець отамана (пригодницький)
- 1970 — У ті дні (історико-революційний)
- 1971 — Нас четверо
- 1972 — Тризна (історична драма)
- 1972 — Лісова балада
- 1972 — Незвичайний день (драма)
- 1972 — Брате мій (драма)
- 1972 — Горизонти
- 1972 — Шок і Шер (дитячий телевізійний, сімейний)
- 1972 — Зима — не польовий сезон (телевізійний)
- 1973 — Лютий (притча)
- 1973 — Четвірка зі співу (дитячий телевізійний, пригодницький)
- 1973 — Там, де гори білі / Біла Аруана (драма)
- 1974 — Степовий гуркіт / Уральськ у вогні (історико-революційний)
- 1974 — Ей, ви Ковбої! (мелодрама, дитячий)
- 1975 — Бережи свою зірку (драма)
- 1975 — Вибір (телевізійний)
- 1975 — Притча про кохання (притча)
- 1976 — Третя сторона медалі (військовий)
- 1976 — Моє кохання на третьому курсі (молодіжний)
- 1976 — Зустрічі на Медео (телевізійний)
- 1976 — Кидок, або все починається у суботу (телевізійний)
- 1977 — Повернення сина
- 1977 — Сіль і хліб / Хліб і сіль (мелодрама, кіноальманах)
- 1977 — Алпамис йде до школи
- 1977 — Одного разу на все життя (драма)
- 1977 — Транссибірський експрес (бойовик, військовий, пригодницький)
- 1977 — Освідчення в коханні (телевізійний)
- 1978 — Кров і піт (історична драма)
- 1978 — Дон Кіхот мого дитинства / Диваки на сонячній галявині (притча)
- 1978 — Степові історії (кіноальманах)
- 1978 — Вирішальна сутичка (драма, телевізійний спортивний)
- 1978 — Коли тобі дванадцять років / Степові квіти (дитячий телевізійний)
- 1978 — Скарб чорних гір
- 1979 — Погоня в степу (пригодницький)
- 1979 — Наречена для брата (телевізійний, комедія)
- 1979 — Додаткові питання
- 1979 — Глід
- 1979 — Шит міста (фільм-катастрофа)
- 1979 — Срібний ріг Ала-Тау (детективно-пригодницький)
- 1979 — Смак хліба (драма)
- 1980 — Чемпіон (дитячий телевізійний)
- 1980 — Пора дзвінкої спеки (драма)
- 1980 — Гінці поспішають (драма)
- 1980 — Місяць на роздум (мелодрама, телевізійний)
- 1980 — Таємниця співаючого острова (дитячий, пригодницький)
- 1980 — Неможливі діти
- 1980 — Ми — дорослі (мелодрама, телевізійний)
- 1981 — Рік дракона (драма)
- 1981 — До побачення, Медео! (музичний фільм-ревю)
- 1981 — Три дні свята (драма)
- 1981 — Рідні степи (мелодрама, комедія)
- 1981 — Прощавай, красуню! (комедія, телевізійний)
- 1981 — Останній перехід / Кров селезня (бойовик)
- 1982 — Біля кромки поля (спортивний)
- 1982 — Я — ваш родич (телевізійний)
- 1982 — Червона юрта (історичний)
- 1982 — Орнамент (драма)
- 1982 — Диня (телевізійний)
- 1983 — Довгий чумацький шлях (драма)
- 1983 — Вітчим (драма)
- 1983 — Дім під місяцем
- 1983 — Солона ріка дитинства (драма)
- 1983 — Спокутуй провину (драма)
- 1984 — Легендарний Чокан / Чокан Валіханов (історико-біографічний, телевізійний)
- 1984 — Солодкий сік всередині трави (дитячий, мелодрама)
- 1984 — Повернення Ольмеса (бойовик, телевізійний)
- 1984 — Бійся, вороже, дев'ятого сина (казка, сімейний)
- 1984 — Людський фактор (кримінальна драма)
- 1984 — Прийміть Адама! (комедія)
- 1985 — Знай наших! (драма)
- 1985 — Сестра моя Люся (мелодрама, телевізійний)
- 1985 — Снайпери (драма, військовий)
- 1985 — Людина-олень (телевізійний)
- 1985 — Непрофесіонали (драма)
- 1985 — Лети, журавлику (дитячий телевізійний)
- 1985 — Таємниці королеви піратів / Таємниці мадам Вонг (бойовик)
- 1985 — Гепард повертається (телевізійний)
- 1986 — Історія слабкої жінки
- 1986 — Мій будинок на зелених пагорбах (сімейний, драма)
- 1986 — Чужа біла і рябий (драма)
- 1986 — Людина на мотоциклі (драма, кримінальний, телевізійний)
- 1986 — Потрійний стрибок «Пантери» (бойовик)
- 1986 — Полин (дитячий, драма)
- 1986 — Потерпілі претензій не мають (детектив)
- 1986 — Лейтенант С. (телевізійний)
- 1986 — Крік (телевізійний)
- 1987 — Шанирак (телевізійний, драма)
- 1987 — Казка про прекрасну Айсулу (казка)
- 1987 — На перевалі (соціальна драма)
- 1987 — Ідеальний пейзаж в пустелі
- 1987 — Зять із провінції (комедія)
- 1987 — Куланеня (телевізійний)
- 1987 — Хто ти, вершнику? (бойовик)
- 1987 — Вийти з лісу на галявину (драма)
- 1988 — Голка (трилер, драма)
- 1988 — Мутанти / Чоловіки до 16-ті (драма)
- 1988 — Балкон (драма)
- 1988 — Вовченя серед людей (драма)
- 1988 — Вище гір (драма)
- 1988 — Дивний світ бажань та надій / Останній виклик (мелодрама, наукова фантастика)
- 1988 — Разом (телевізійний)
- 1989 — Султан Бейбарс (історичний)
- 1989 — Жінка дня (психологічна драма)
- 1989 — Кінцева зупинка (драма)
- 1989 — Повня (драма)
- 1989 — Помста (драма)
- 1989 — Закохана рибка (драма)
- 1989 — Дотик (драма)
- 1989 — Маньчжурський варіант (бойовик)
- 1990 — Айналайин (драма)
- 1990 — Гамлет з Сузака, або Мамайя Керо (драма)
- 1991 — Азіат (драма)
- 1991 — Мішень, що біжить (драма)
- 1991 — Загибель Отрара (історична драма)
- 1991 — Доходяга
- 1991 — Розлучниця (Екзистенційна мелодрама)
- 1991 — Кайсар (казка)
- 1991 — Кайрат (драма)

### Художні фільми, зняті у 1992—2000рр..
- 1992 — Прощатися не хочу (драма)
- 1992 — Подорож в нікуди (драма)
- 1993 — Стрейнджер (бойовик, містичний трилер)
- 1993 — Забудь про мене (історична драма)
- 1993 — Сон у сні
- 1993 — Місце на сірій треуголці (соціальна драма)
- 1993 — Станція любові (мелодрама)
- 1994 — Життєпис юного акордеоніста (мелодрама)
- 1994 — Слабке серце (драма)
- 1994 — Голубиний дзвонар (драма)
- 1995 — Абай (драма)
- 1995 — Кардіограма (психологічна мелодрама)
- 1996 — Шанхай
- 1996 — Той, хто ніжніше (мелодрама, пригодницький)
- 1996 — Юність Жамбила (біографічний)
- 1997 — Заманай (драма)
- 1997 — Аксуат (драма)
- 1998 — Тисяча дев'ятсот дев'яносто сім / 1997
- 1998 — Честь (драма)
- 1998 — Омпа (драма)
- 1998 — Дар богів (дитячий, фентезі)
- 1999 — Фара / Справжня історія янголів (мелодрама)
- 2000 — Три брата (драма)
- 2000 — Десант (бойовик)

### Художні фільми, зняті після 2000
- 2001 — Чисто казахська історія / Дядя, я тебе вб'ю! (драма)
- 2001 — Дорога / Поїздка до матері (драма, «road movie»)
- 2002 — Жилама (драма)
- 2002 — Чарівний спонсор / Ляльки чаклуна (казка)
- 2002 — Молитва Лейли
- 2003 — Тобі потрібне цуценя? (мелодрама, дитячий)
- 2003 — Маленькі люди (комедія)
- 2003 — Сардар (історико-пригодницька драма)
- 2004 — Будинок біля солоного озера (драма)
- 2004 — Острів відродження / Қаладан келген қыз (драма)
- 2004 — Шиза / Шиzа / Schizo (драма, кримінальний)
- 2004 — Нічний блюз (мелодрама)
- 2004 — Мисливець (драма)
- 2004 — Сағыныш / Очікування / Ностальгія (драма)
- 2005 — Гріх (драма)
- 2005 — Степовий експрес / Шляховий обхідник (драма, мелодрама)
- 2005 — Кочівник (драма, історичний)
- 2005 — Вокальні паралелі (драма, фільм-концерт)
- 2006 — Записки шляхового обхідника (драма)
- 2006 — Кек (історична драма)
- 2007 — Құрақ көрпе (лірична комедія)
- 2007 — Шуга (драма)
- 2007 — Умараса / Шакал (комедія)
- 2007 — Улжан (драма)
- 2007 — Рекетир
- 2008 — Янголятко (телевізійний серіал)
- 2008 — Метушня (комедія)
- 2008 — Мустафа Шокай (історична драма)
- 2008 — Бакси (драма)
- 2008 — Удвох з батьком (психологічна драма)
- 2008 — Прощавай, Гульсари! (мелодрама)
- 2008 — Подарунок Сталіну (драма)
- 2009 — Келін (фільм-притча)
- 2009 — Стриж (драма)
- 2009 — Секер (дитячий)
- 2009 — Біржан Сал (драма)
- 2009 — Байтерек (дитячий)
- 2009 — Стрибок Афаліни (гостросюжетний бойовик)
- 2009 — Місто мрії
- 2010 — Ривок (молодіжний, спортивний)
- 2010 — Хто Ви, пане КА? (гостросюжетний бойовик)
- 2010 — Неждана любов / Пізня любов (комедія)
- 2010 — Сказання про рожевого зайця (молодіжна драма)
- 2010 — Астана — любов моя! (сучасна казка в жанрі музичної мелодрами)
- 2010 — Іронія кохання / Спокусити невдаху (романтична комедія)
- 2011 — Жас Улан (військово-патріотичний, юнацький серіал)
- 2011 — Ліквідатор (бойовик)
- 2011 — Дівчина-вітер (комедія)
- 2011 — Супер Баха (комедійний комікс)
- 2011 — Ріелтор (фантастична, пригодницька комедія)
- 2011 — Небо мого дитинства (драма)
- 2011 — Мій грішний ангел / Подолання (молодіжний)
- 2011 — Жеруйик (народна драма)
- 2011 — Повернення до «А» / Справжній полковник
- 2012 — Шал (драма)
- 2012 — Дорога додому
- 2012 — Меч Перемоги (пригодницький фільм для дітей)
- 2012 — Жаужурек Мин Бала (історична драма)
- 2012 — Анши бала (комедія для дітей)
- 2012 — Книга легенд: таємничий ліс (комедія, казка, фантастика, пригодницький)
- 2012 — Віртуальна любов (романтична мелодрама)
- 2012 — Студент (драма)
- 2012 — Заради майбутнього (молодіжний)
- 2012 — Гойдалки кохання (мелодрама)
- 2013 — Уроки гармонії (драма)
- 2013 — Шлях Боксера (драма)
- 2013 — Викладач (молодіжна музична драма)
- 2013 — Лотерея
- 2013 — Полювання за привидом (фантастичний екшн, бойовик)

### Короткометражні фільми
- 1955 — Мати і син
- 1978 — Раушан
- 1985 — Ак жол
- 1991 — Айганим
- 2009 — Травень

### Мультиплікаційні фільми
- 1967 — Чому у ластівки хвіст ріжками?
- 1968 — Аксак кулан
- 1976 — У країні рожевих кіз
- 1978 — Чарівний кавун
- 2008 — Як аульний листоноша Жаманкул місяць обігнав
- 2013 — Ер Тостік і Айдахар

### Документальні фільми
- 1943 — Айтис (Про змагання акинів, народних співаків-імпровізаторів в Алма-Аті)
- 1964 — Айтис (Про один з видів казахського усної народної творчості — айтис, який проходив у місті Чімкенті.)
- 1967 — Академік Сатпаєв (Присвячений вченому, засновнику АН Казахської РСР, громадському діячеві, академіку К. І. Сатпаєву.)
- 1974 — Абсент, син Араба і Баккари (Про знаменитого жеребця ахалтекінської породи на прізвисько Абсент.)
- 1975 — Айша Галімбаєва (Про народну художницю Казахстану, лауреатп Держпремії республіки Айшу Галімбаєву)
- 1978 — Сонячний голос (Про творчість видатної казахської співачки, народної артистки СРСР, Лауреата Державної премії СРСР і Казахської РСР Бібігуль Тулєгєнової)
- 1979 — Австрія. Зустрічі та враження (Про дні Радянського Союзу в Австрії)
- 1983 — Абай. Життя і творчість (Про життя і творчість великого казахського поета і просвітителя Абая Кунанбаєва)
- 1983 — Айналайин, Куба (Про поїздку делегації Казахстану на острів Свободи)
- 1991 — А за тим… (Фільм на екологічну тему)
- 2006 — Азійський прорив: малайзійський досвід (Про державний візит Глави держави до Малайзії)
- 2010 — Бауржан — син казахського народу (Про Бауржана Момишули)
- 2011 — Мені — 20 років! (Про 20-річну історію Казахстану)
- 2011 — Громадянин світу (Про видатного вченого Торегельди Шарманова, який зробив стрімку кар'єру і визнаний світовою спільнотою)
- 2011 — Омір дастан (Фільм-портрет про народного артиста РК, лауреата Державної премії Сабіта Оразбаєва)
- 2011 — Джерело Обая (про життя і творчу діяльність Народного артиста Республіки Казахстан, лауреата Державної премії РК, директора і художнього керівника Казахського Державного драматичного театру імені Мухтара Ауезова Єсмухана Обаєва)
- 2012 — Війна, яку я бачив (Про Афганську війну)
- 2012 — Коли душа не може мовчати / Мажіт Бегалін (Фільм розповідає про життєвий і творчий шлях видатного класика казахського кіно радянської епохи Мажіті Бегаліні)